# Laternula Lake
Der Laternula Lake ist ein See an der Ingrid-Christensen-Küste des ostantarktischen Prinzessin-Elisabeth-Lands. In den Vestfoldbergen liegt er 1 km südsüdwestlich des Clear Lake auf der Mule-Halbinsel.
Eine Mannschaft aus Geologen und Biologen besuchte ihn im Januar 1972 im Rahmen der Australian National Antarctic Research Expeditions. Sie benannten ihn nach hier gefundenen Schalen von Laternula elliptica, einer antarktischen Klaffmuschelart.